# هیو متسون (قایقران روئینگ)
هیو متسون (انگلیسی: Hugh Matheson; ۱۶ آوریل ۱۹۴۹) قایقران روئینگ اهل بریتانیا بود.
وی در مسابقات کشوری و بین‌المللی در مجموع برندهٔ ۲ مدال نقره شده‌است.